# Ludność Inowrocławia
Ludność Inowrocławia
- 1564 - 1 320 (w tym 162 Żydów)[1]
- 1647 - 1 548   (w tym 402 Żydów)[1]
- 1774 - 1 559   (w tym 786 Żydów)[1]
- 1800 - 2 867   (w tym 1 080 Żydów)[1]
- 1816 - 3 106   (w tym 1 265 Żydów)[1]
- 1837 - 4 761   (w tym 1 917 Żydów)[1]
- 1843 - 5 446   (w tym 2 120 Żydów)[1]
- 1855 - 5 750   (w tym 1 944 Żydów)[1]
- 1867 - 6 970   (w tym 1 614 Żydów)[1]
- 1875 - 9 147[2]
- 1880 - 11 558[2]
- 1885 - 13 548   (w tym 1 602 Żydów)[1][3]
- 1890 - 16 450   (w tym 1 483 Żydów)[1]
- 1905 - 24 471   (w tym 1 157 Żydów)[1]
- 1910 - 25 604   (w tym 948 Żydów)[1]
- 1921 - 24 277   (w tym 252 Żydów)[1]
- 1931 - 30 862
- 1939 - 41 000
- 1946 - 35 808   (spis powszechny)
- 1950 - 38 005   (spis powszechny)
- 1955 - 42 827
- 1960 - 47 267   (spis powszechny)
- 1961 - 48 700
- 1962 - 49 300
- 1963 - 49 900
- 1964 - 50 500
- 1965 - 51 074
- 1966 - 51 300
- 1967 - 52 900
- 1968 - 53 700
- 1969 - 54 700
- 1970 - 54 911   (spis powszechny)
- 1971 - 55 893
- 1972 - 56 400
- 1973 - 57 300
- 1974 - 58 192
- 1975 - 59 704
- 1976 - 61 200
- 1977 - 62 300
- 1978 - 63 500   (spis powszechny)
- 1979 - 65 100
- 1980 - 66 114
- 1981 - 66 530
- 1982 - 67 703
- 1983 - 69 319
- 1984 - 70 873
- 1985 - 72 266
- 1986 - 73 441
- 1987 - 74 636
- 1988 - 75 182   (spis powszechny)
- 1989 - 76 627
- 1990 - 77 688
- 1991 - 78 518
- 1992 - 79 051
- 1993 - 79 259
- 1994 - 79 397
- 1995 - 79 240
- 1996 - 79 451
- 1997 - 79 571
- 1998 - 79 534
- 1999 - 79 517
- 2000 - 79 372
- 2001 - 79 203
- 2002 - 77 936   (spis powszechny)
- 2003 - 77 891
- 2004 - 77 647
- 2005 - 77 313
- 2006 - 76 849
- 2008 - 76 267
- 2007 - 76 489
- 2009 - 76 137
- 2010 - 76 192
- 2011 - 75 938
- 2012 - 75 517
- 2013 - 75 001[4]
- 2014 - 74 564
- 2015 - 74 258
- 2016 - 73 968
- 2017 - 73 577
- 2018 - 73 114
- 2019 - 72 561
- 2020 - 71 674  [5]
- 2021 - 68 906  [6]
- 2022 - 68 101  [7]
- 2023 - 67 378  [8]

## Powierzchnia Inowrocławia
- 1995 - 30,42 km²